# Цвиленёв, Александр Иванович
Александр Иванович Цвиленёв (1769, Смоленская губерния — 31 мая 1824) — российский командир эпохи наполеоновских войн, генерал-лейтенант Русской императорской армии.

## Биография
Александр Цвиленёв родился в 1769 году в дворянской семье.
Пятнадцатилетним мальчиком Цвиленёв вступил в службу в Семёновский лейб-гвардии полк фурьером и, в чине сержанта этого полка, участвовал в походе 1788—1789 гг. против шведов, за что 1 января 1790 года произведен в капитаны армии — в Белозерский полк, а в 1793 году переведен в Московский гренадерский полк, в рядах которого сражался против польских конфедератов. За отличие на приступе к Вильне Цвиленёв получил чин майора (1794).
В 1806—1812 годах являлся шефом Новоингерманландского мушкетерского полка.
С 1806 года занимал должности бригадного командира в 12-й пехотной, а затем в 1-й гренадерской дивизиях.
Участвовал в Русско-турецкой войне 1806—1812 гг. за личное мужество был 2 мая 1810 года отмечен орденом Святого Георгия 4-го класса № 962 
В воздаяние отличнаго мужества и храбрости, оказанных в действии против турок 12 марта при урочище Дуду на реке Дзимле, где будучи послан с двумя баталионами Новоингерманландского и одною ротою Ладожского полков взять неприятельскую батарею, приблизился на самую малую дистанцию к оной и, бросясь, овладел тою батареею, на которой взята одна пушка, неприятеля же побито при сем случае до 150 человек.
25 сентября 1810 года Цвиленёв пожалован чином генерал-майора.
Сражался в Отечественной войне 1812 года и был удостоен 3 июня 1813 ордена Святого Георгия 3-го класса № 297 
В награду за отличную храбрость и мужество, оказанные в сражении против французских войск 4-6 ноября 1812 года под Красным.
После изгнания Наполеона из пределов Российской империи участвовал в заграничном походе русской армии. В сражении при Лютцене заменил раненого командира Гренадерского корпуса генерала П. П. Коновницына и предотвратил обход левого фланга своих войск противником. В сражении под Кульмом возглавил атаку гренадер, показывая пример подчиненным, получил тяжелое сквозное ранение пулей в правую руку.
29 августа 1814 года назначен командиром 11-й пехотной дивизии, которую возглавлял до 25 июля 1820 года. 30 августа 1815 года  удостоен звания генерал-лейтенанта. С 26 сентября 1823 года по 13 апреля 1824 года вновь являлся начальником 11-й пехотной дивизии. 
Александр Иванович Цвиленев умер 31 мая 1824 года.